# Jai Ram Thakur

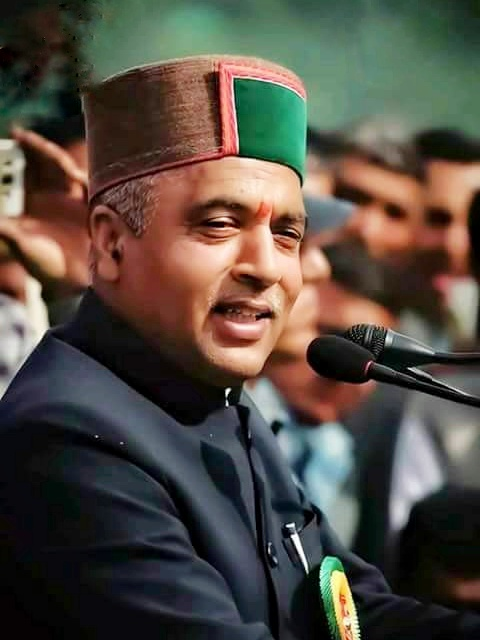
Jai Ram Thakur, 2018

Jai Ram Thakur (Hindi जयराम ठाकुर, * 6. Januar 1965 im Dorf Tandi, Distrikt Mandi, Himachal Pradesh, Indien) ist ein indischer Politiker. Vom 27. Dezember 2017 bis 11. Dezember 2022 war er Chief Minister des Bundesstaats Himachal Pradesh.

## Biografie
Thakur wurde als eines von sechs Kindern in eine wenig begüterte bäuerliche Rajputenfamilie im ländlichen Himachal Pradesh geboren. Seine grundlegende Schulbildung erhielt er vor Ort. Nach dem Schulabschluss 1980 arbeitete er für zwei Jahre zunächst im elterlichen bäuerlichen Betrieb mit, bevor er das College besuchte. Nach dem College erwarb er später noch den Grad eines M.A. von der Panjab University in Chandigarh. Während seiner College-Zeit schloss er sich dem Akhil Bharatiya Vidyarthi Parishad (ABVP, „All-Indischer Studentenrat“), der Studentenorganisation des Rashtriya Swayamsevak Sangh (RSS) an. Nach seinem College-Abschluss beschloss er, ein dauerhafter Mitarbeiter des ABVP zu werden und für den ABVP drei Jahre lang in Jammu und Kashmir tätig. In den 1990ern wurde er Mitglied der Bharatiya Janata Yuva Morcha (BJYM), der Jugendorganisation der BJP. In dieser Zeit – Anfang der 1990er Jahre – war er aktiv in der Ram-Madir-Bewegung tätig. Bei der Wahl zum Parlament von Himachal Pradesh im Jahr 1993 kandidierte er erfolglos für die Bharatiya Janata Party (BJP) im Wahlkreis Seraj. Bei der folgenden Wahl im Jahr 1998 gewann er den Wahlkreis 60-Chachiot, den er auch bei den folgenden Wahlen 2003 und 2007 behaupten konnte. Nach der Neufestlegung der Wahlkreisgrenzen nach 2008 war Thakur bei der Wahl 2012 im Wahlkreis 29-Seraj erfolgreich, was er auch bei der folgenden Wahl 2017 wiederholen konnte. 2013 kandidierte er auch bei einer Nachwahl im Lok-Sabha-Wahlkreis 2-Mandi, unterlag dabei aber seiner Gegenkandidatin Prathibha Singh (Kongresspartei), der Ehefrau des damaligen Chief Ministers von Himachal Pradesh, Virbhadra Singh. In der Regierung des Chief Ministers Prem Kumar Dhumal war Thakur von 2008 bis 2012 Minister für ländliche Entwicklung and Panchayati Raj. Von 2007 bis 2009 amtierte er Vorsitzender der lokalen Parteiorganisation der BJP in Himachal Pradesh.
Nachdem die BJP die Wahl zum Parlament von Himachal Pradesh am 9. November 2017 mit 48,8 Prozent Stimmenanteil und 44 von 68 Wahlkreisen sehr deutlich gewonnen hatte, wurde Thakur zur Fraktionsvorsitzenden der BJP im Parlament gewählt. Er setzte sich mit seiner Wahl gegen den ebenfalls als Kandidaten gehandelten Unionsminister Jagat Prakash Nadda durch. Der bisherige lokale BJP-Spitzenkandidat und Ex-Chief Minister Prem Kumar Dhumal hatte seinen Wahlkreis 37-Sujanpur nicht gewinnen können und kam damit nicht mehr als Kandidat für den Posten des Chief Ministers in Frage. Am 27. Dezember 2017 wurde Thakur als neuer Chief Minister vereidigt.
Nach der für die BJP verloren gegangenen Parlamentswahl in Himachal Pradesh musste er am 11. Dezember 2022 den Posten des Chief Ministers für seinen Nachfolger Sukhvinder Singh Sukhu von der Kongresspartei räumen.
Jai Ram Thakur hat mit seiner Frau Sadhana zwei Töchter. Seine Frau, deren Wurzeln im südindischen Karnataka liegen, die aber in Jaipur aufwuchs, ist Ärztin.